# Pintheville
Pintheville é uma comuna francesa na região administrativa de Grande Leste, no departamento de Meuse. Estende-se por uma área de 5,18 km². Em 2010 a comuna tinha 114 habitantes (densidade: 22 hab./km²).